# Paraíso Travel (libro)
Paraíso Travel es una novela de ficción literaria del escritor colombiano Jorge Franco, ganador del Premio Alfaguara de Novela en 2014. Paraíso Travel narra la historia de 2 inmigrantes(ilegales) colombianos, Reina y Marlon, y su travesía para poder cumplir el sueño de muchos latinoamericanos de asentarse en Estados Unidos.

## Argumento
Una intrépida y extrovertida joven llamada Reina está totalmente decidida a cumplir su sueño de migrar a los Estados Unidos. Junto a ella está Marlon, un joven que está perdidamente enamorado de Reina y estará dispuesto a sacrificar todo para estar al lado de su amada. Así, ambos se sumergen en el distópico éxodo de la migración ilegal en busca de la felicidad.
Sin embargo todos sus sueños quedan opacados porque "a su llegada a los Estados Unidos un accidente los obligará a separarse y entonces el sueño del paraíso se convertirá en un largo e insospechado calvario". Desde ese momento la novela gira en torno al problema de Marlon intentando reencontrarse con Reina.

## Composición
La novela está escrita en primera persona, siendo el conductor de la trama Marlon. Cada capítulo de la novela está claramente escrito en 2 formatos temporales: El pasado que narra el antes del viaje a Estados Unidos y el viaje mismo. Y el presente que narra la historia de Marlon después de haberse separado de Reina. Cabe resaltar que los capítulos son intitulados.

## Críticas
Son bastante debatidas las reseñas y opiniones acerca de la novela; unos la califican como un
"modelo con el cual trabajan las telenovelas y las películas comerciales", ya que la trama y el argumento principal es un drama romántico bastante usual en la televisión comercial. Mientras, otros están de acuerdo en afirmar que es una novela que trata un tema tan duro y delicado como la migración ilegal de una forma suavizada pero directa con dosis de humor.